# 勇者之光
《勇者之光》（日語：フェイバリットディア，Favorite Dear）是NEC Interchannel开发的奇幻养成模拟类角色扮演游戏，游戏于1999年2月25日在PlayStation平台發售。游戏於2000年6月30日移植至Windows，並追加新角色的《FAVORITE DEAR for Windows》。2001年9月27日，PlayStation遊戲《勇者之光 圓環物語》（Favorite Dear 円環の物語）發售。2000年12月7日，發售續篇《勇者之光 純白的預言者》（FAVORITE DEAR 純白の預言者）。

## 大綱
地上界因佛斯發生了名為「時間延遲」的現象，脫離時間軌道，導致時間沒有前進，時間之流發生混亂，地上界的時間永遠停留在同一天、同一個季節、同一年。若異常持續進行，10年後因佛斯將會滅亡。
天界希望能解決問題，但上級天使的力量只會造成破壞，因此委任剛畢業的優秀天使降臨人界，尋找「勇者」的協助，解決人界的混亂，並探查導致「時間延遲」原因，

## 登場人物
拉斐爾（預設名稱，可自行設定；中文版並沒預設名稱）
新人天使。玩家的操縱角色，可選擇性別。

### 勇者候補
希渥斯・佛魯格漢古（Seavass Folkvangr，聲：小川雄一郎）又譯希渥斯・佛爾克岡古
於黑布倫的優仕多發現的勇者候補人選。當地的貴族。生日是7月21日
雷姆・溫斯魯拉斯（Rave Vincelrus，聲：渡辺和彦）又譯雷姆・溫塞爾拉斯
於黑布倫的首都・渥拉斯發現的勇者候補。騎士團團長。生日是3月9日
葛力芬（Griffin，聲：木下尚紀）
於卡巴魯特王國的尼森發現的勇者候補。盜賊首領。生日是4月2日
菲莉蜜・瑪格娣魯（Fellimi Macdill，聲：福山潤）又譯菲莉蜜・馬克迪爾
於卡挪亞王國的飛蝶谷發現的勇者候補。旅遊詩人。愛好和平，看起來與戰爭無緣，事實上是個用弓高手。生日是9月6日
蒂安・阿魯衛斯（Dian Alviss，聲：渡辺武彦）又譯蒂安・阿爾溫斯
於耶斯巴魯達皇國的布倫發現的勇者候補。當地有名的醫師。生日是2月24日
亞魯・威廉格（Jarl Willing，聲：大谷美紀）又譯亞魯・威林格
於古娃路的卡魯夫發現的勇者候補。與神獸—拉修一起的12歲少年，回力鏢技術高超。生日是11月11日
綠拉雷・阿魯格雷（Ryudrall Allgreen，聲：神谷浩史）又譯綠拉雷・阿爾克雷
於蒂密娜斯帝國的拉魯斯發現的勇者候補。被龍所養大，當地人稱他為「龍的使者」。生日是10月28日
菲亞娜・英格利亞（Fiana Ecleya，聲：御崎朱美）又譯菲亞娜・艾克雷亞
於古娃路的首都・淡埔魯發現的勇者候補。獎金獵人，劍技在同業中是最傑出。生日是4月19日。
孤兒，父母在她小時候時，在她眼前被殺，後被教會收留。
阿修・布雷伊達莉克（Arshe Breidalik，聲：有島もゆ）又譯阿修・布雷達理克
於風卡姆王國的首都・古魯齊發現的勇者候補。王國的第一公主，武藝傑出。生日是8月31日
因不希望與素未謀面的人結婚而離家出去，以賣史萊姆為生。
薇希亞・庫雷伊（Bethea Grey，聲：岡本奈美）又譯薇希亞・古雷
於卡巴魯特的挪巴發現的勇者候補。年僅16歲的武道家，庫雷伊道場的繼承人。生日是5月2日。
娜莎蒂雅（Nursadear，聲：山本奈美）又譯娜莎蒂亞
於卡娜亞王國的度拉斯度發現的勇者候補。經歷不詳的舞者。生日是12月23日
娣雅・坦格莉（Tir Tairngiri，聲：安田美和）又譯蒂亞・唐凱利
於古娃路的歐姆龍發現的勇者候補。普通的農家少女，有著勇者所需要的清新的心。生日是1月2日
優里・安得拉格（Juliana Andlangr，聲：前田愛） 又譯悠莉安娜・安得拉格
- Windows版、圓環物語的追加勇者

於黑布倫發現的勇者候補。貴族，於卡挪亞的魯密亞設有城堡，正在旅行途中。生日是5月27日

### 天使
卡布里耶魯（聲：篠原恵美）
大天使
羅結艾兒
雷米艾兒

### 妖精
迪達妮雅
妖精界的女王。
雪莉（Shelley，聲：角田早穂）
紅髮的新人妖精。個性活潑，可以緩和場面氣氛。擅長尋找勇者。
弗羅林達（Florinda，聲：新千恵子）
個性認真，總是穿著企鵝玩偶裝，因應不同情況改變裝扮。戰鬥能力是四位中最高。
莉莉（Lily，聲：西田裕美）
紫髮妖精。做事冷靜，行事瞬速。
羅剎（Rosa，聲：岩崎陽子）
綠髮妖精。擅長搜索敵人。

### 因佛斯
阿瓦魯（聲：永井一郎）
龍之谷的龍族長老。
拉修（聲：田中秀幸）
亞魯的好友，神獸。
海倫
扶養菲亞娜長大的教會中的修女。
雷依莎（聲：冬馬由美）
蒂安已過身的未婚妻。
米萊雅（聲：根谷美智子）
魔女，菲莉蜜的姐姐
西盧菲（聲：住友優子）
娣雅之友。妖精。
（聲：溝上真紀子）
（聲：前田このみ）
領主的孫女。
米立亞斯（聲：菅沼久義）
卡諾亞王國的王子
渥爾弗拉拇
風卡姆王國的將軍

### 敵人
卡布（聲：難波圭一）
堕天使
（聲：矢尾一樹）
堕天使
拉斯耶魯（聲：子安武人）
堕天使
阿波魯溫（聲：中井和哉）
堕天使
黑龍丘拉瑪（聲：大場真人）
企圖奪取龍族族長之位。
里卡特（聲：磯部弘）
黑衣的騎士
史提雷斯
風卡姆王國的大臣
（聲：戸北宗寛）
（聲：龍谷修武）